# Szavazólap

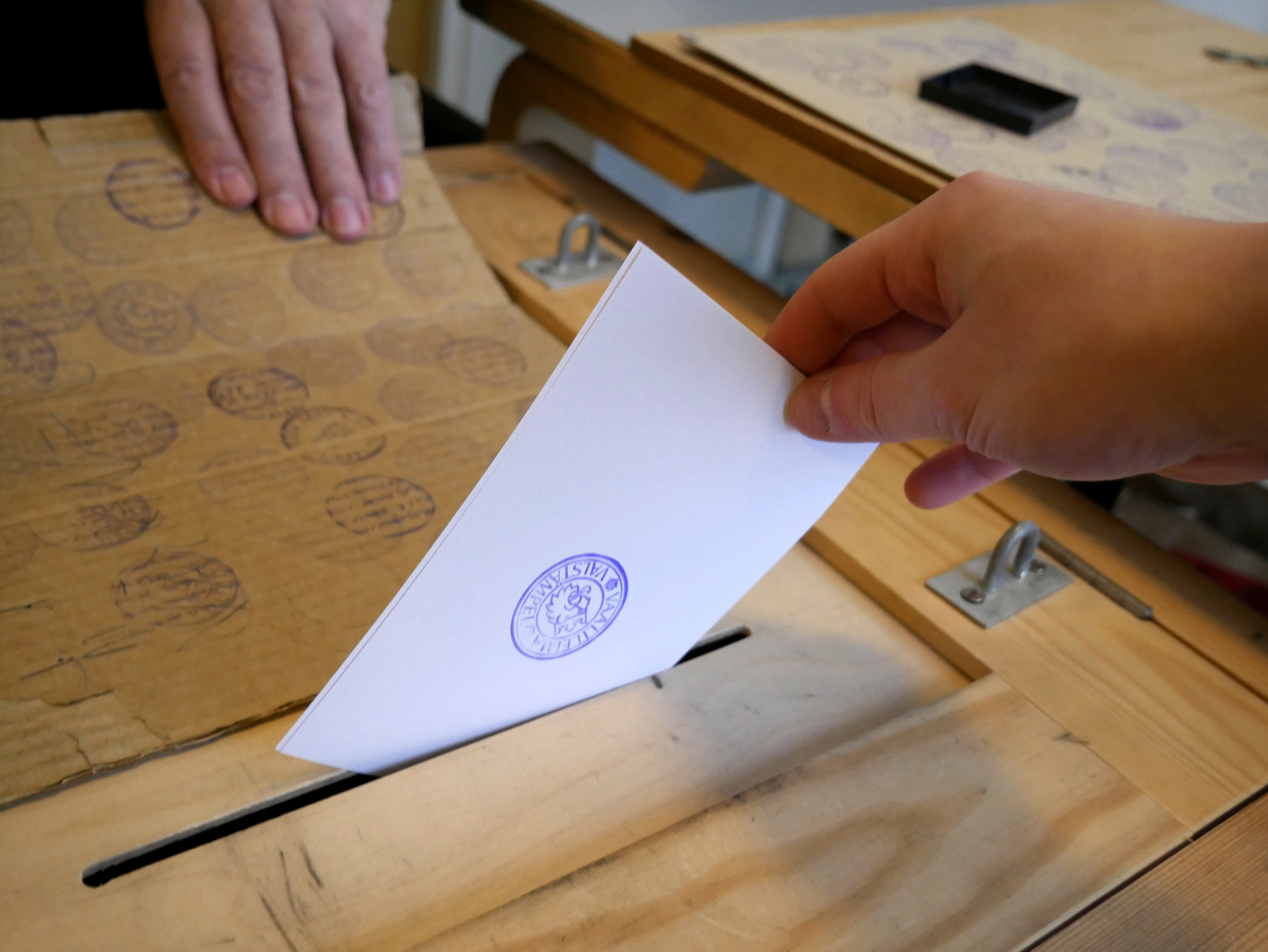
A finn elnökválasztás során szavazólapot dobnak egy urnába.

A szavazólap egy olyan eszköz, amellyel a választásokon szavazatokat adnak le, manapság titkos szavazásnál gyakran egy papírlap, történelmileg azonban számos más tárgyat is használtak szavazásra.

## Történelem
Az ókori Görögországban a polgárok törött kerámiadarabokra karcoltak neveket a kiközösítési eljárások ("cserépszavazás" vagy osztracizmus) során.
A lex Gabinia tabellaria bevezetését követően Rómában használták először a papíralapú szavazólapokat a választások lebonyolítására.
Az ókori Indiában, i.sz. 920 körül, Tamil Naduban a falusi közgyűlési választásokon pálmaleveleket használtak. A jelöltek nevével ellátott pálmaleveleket egy iszapos edénybe tették számolás céljából. Ezt Kudavolai rendszernek hívták.
Amerikában először 1629-ben használtak papíralapú szavazócédulákat a Massachusetts-öböl Kolónián a Salem Church lelkészének kiválasztására. A szavazólapok a szavazók által megjelölt és biztosított papírdarabok voltak.

A titkos szavazás bevezetése előtt az amerikai politikai pártok szavazólapokat osztottak szét saját jelöltjeik listáján a párttámogatók számára, amelyeket az urnákba helyeztek el.

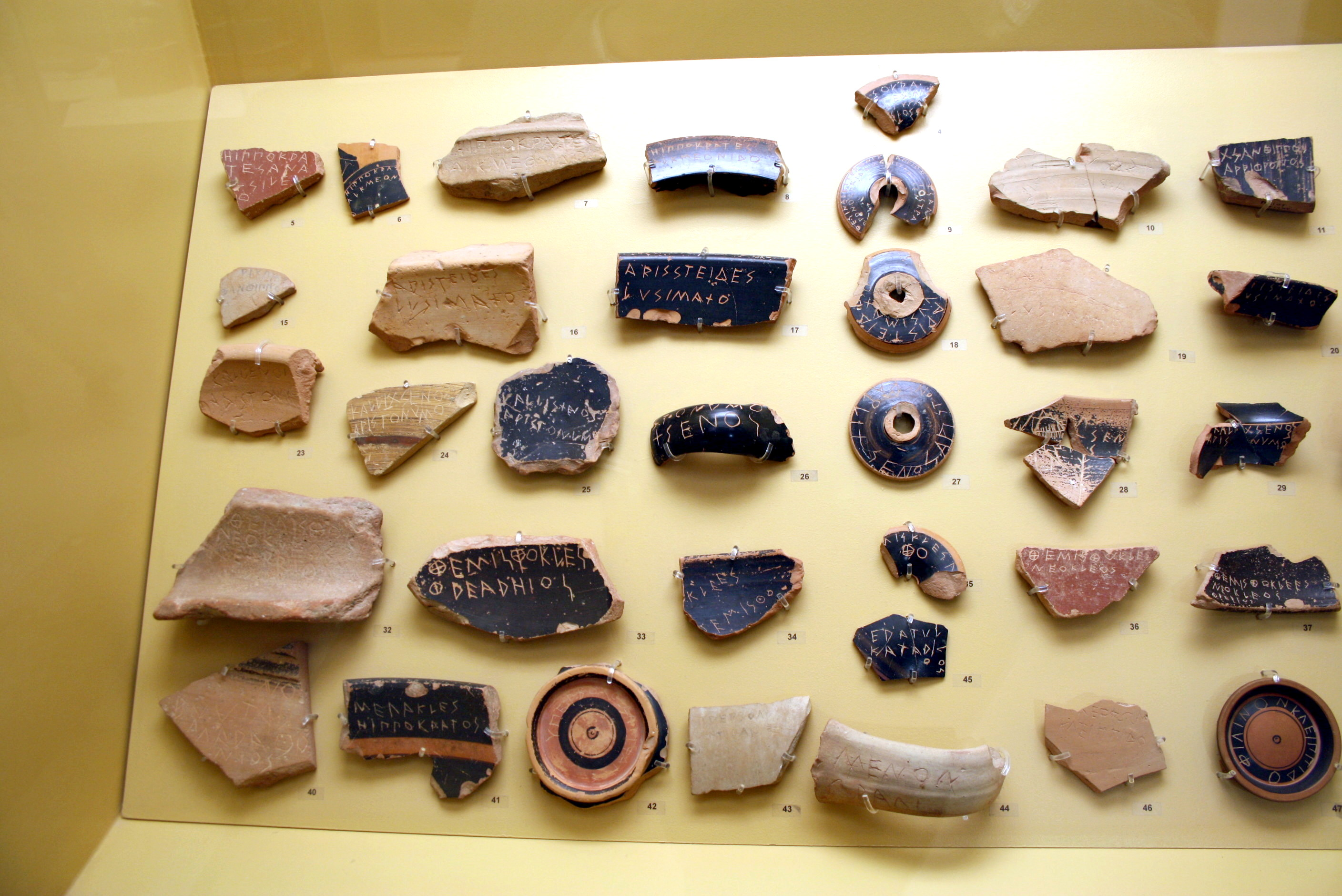
Ókori görög ostraca, a Kr.e. 5. századból, Ókori Agora Múzeum Athénban, az Attalus sztoájában található.
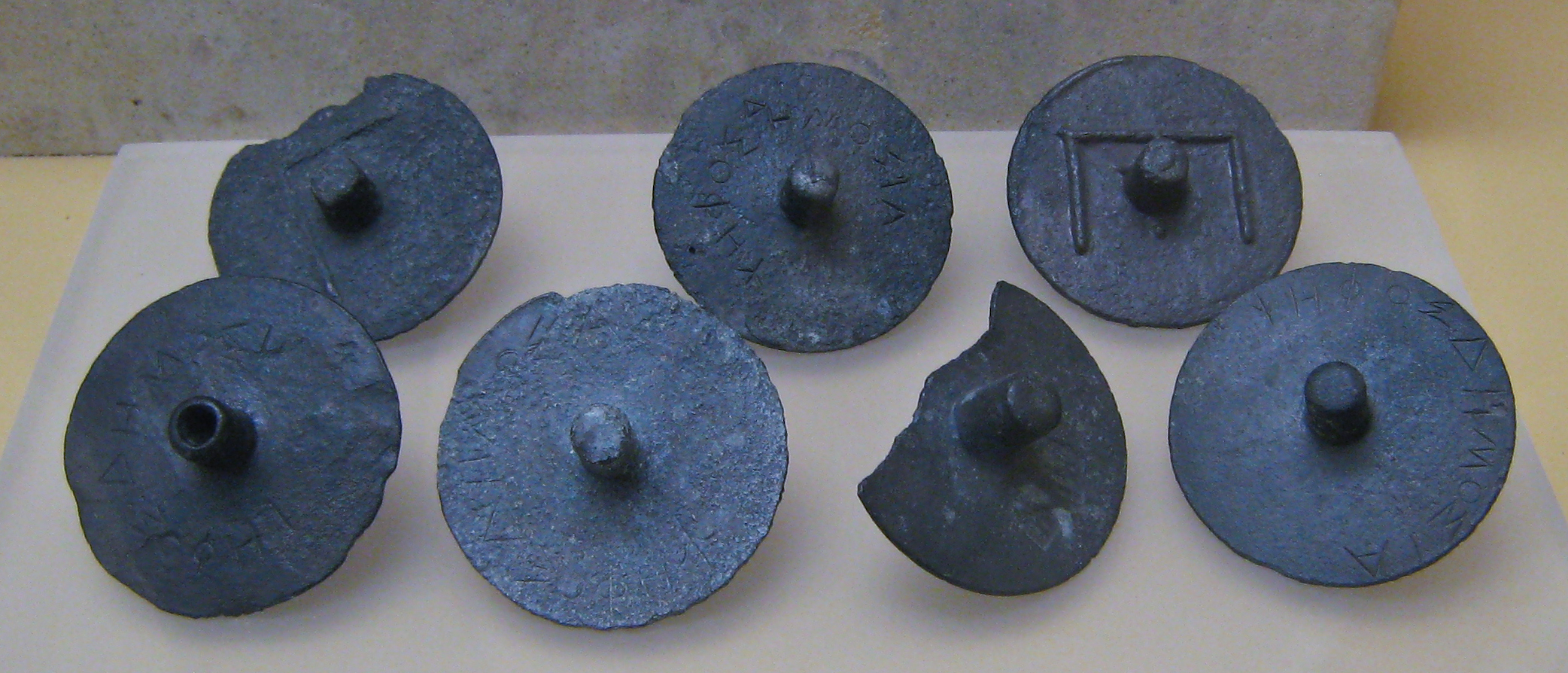
Az ókori görög bronz titkos szavazáson az esküdtek szavazatai a Kr.e. 3. századból, az athéni Ókori Agora Múzeumban , az attalusi sztoában
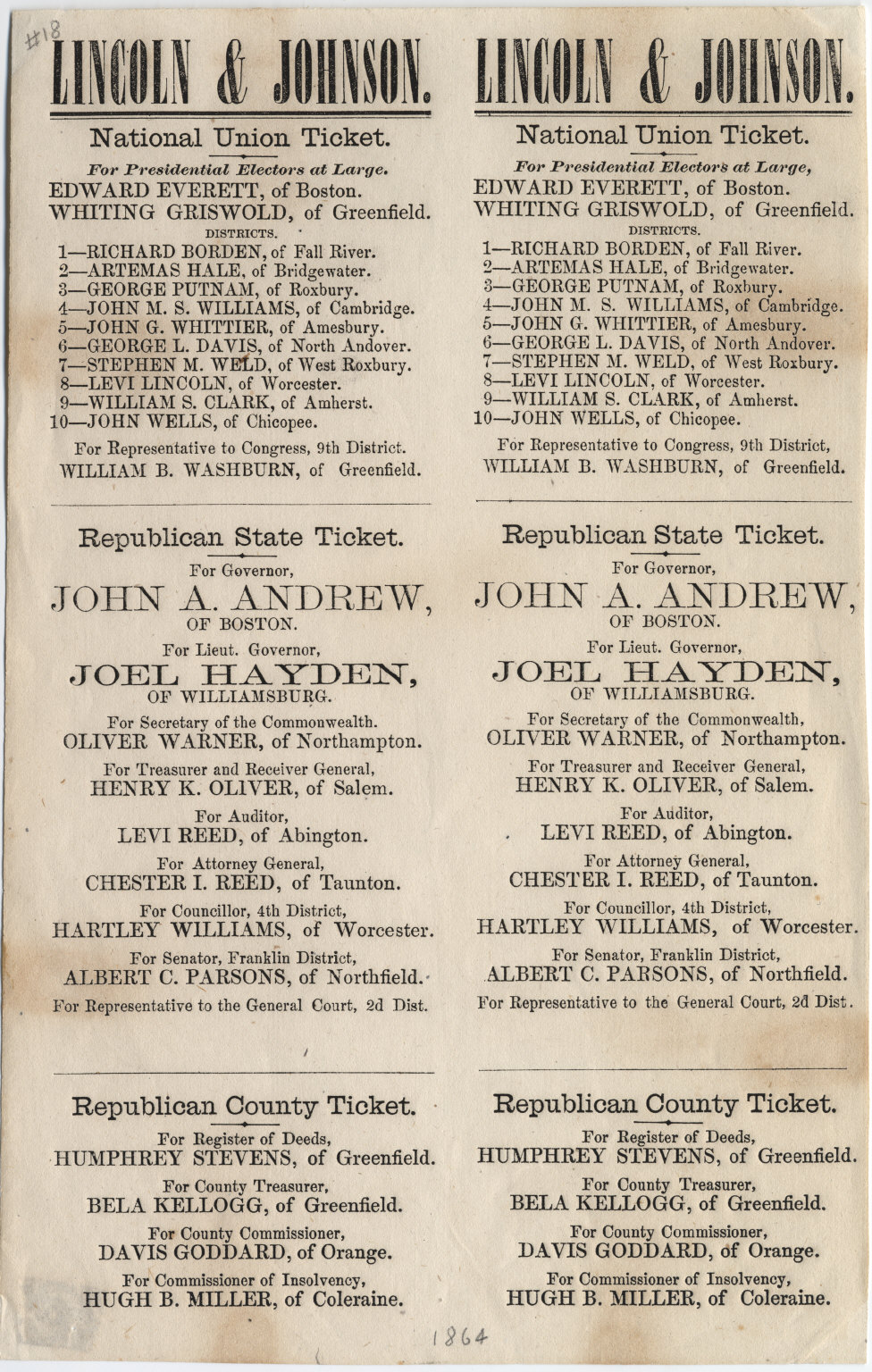
A Egyesült Államok Nemzeti Unió Pártjának 1864-es szavazólapja.

## Szavazási rendszerek szerint
A választási rendszer típusától függően különböző szavazólapok használhatók. A preferenciális szavazólapok használata lehetővé teszi jelöltek rangsorolását, míg a relatív többségi szavazás rendszere csak egy jelölt kiválasztását engedi. A jóváhagyó szavazólapon a szavazók nem állíthatnak sorrendet, de több jelöltre is szavazhatnak.
A pártlistás rendszerekben a listák lehetnek nyitottak vagy zártak.

## Lásd még
- Szavazóurna
- Közvetlen demokrácia
- Választási csalás
- Cserépszavazás
- Titkos szavazás
- Választási rendszerek

## Fordítás
Ez a szócikk részben vagy egészben  a   Ballot című angol Wikipédia-szócikk fordításán alapul.  Az eredeti cikk szerkesztőit annak laptörténete sorolja fel. Ez a jelzés csupán a megfogalmazás eredetét és a szerzői jogokat jelzi, nem szolgál a cikkben szereplő információk forrásmegjelöléseként.